# Olivier Perrier
Pour les articles homonymes, voir Perrier.
Olivier Perrier, né le 15 septembre 1940 à Hérisson (Allier), est un acteur français.

## Biographie
À 20 ans, il est instituteur en Lorraine où il pratique le théâtre amateur. En 1965, il devient acteur professionnel à Nancy au Jeune Théâtre populaire dirigé par Henri Dégoutin puis au Théâtre Populaire de Lorraine à Metz, co-dirigé par Jacques Kraemer et André Steiger. Par son ami dramaturge Jean Jourdheuil, co-scénariste, il rejoint la distribution du film de René Allio Les Camisards puis la compagnie de théâtre de Jean-Pierre Vincent et Jean Jourdheuil qui s’installe jusqu’en 1974 au théâtre Le Palace à Paris. Il travaille ensuite avec Peter Brook puis il crée son premier spectacle avec vache et cheval de trait : Les Mémoires d’un bonhomme. Il participe en 1976 avec Jean-Louis Hourdin et Jean-Paul Wenzel à la création des « Rencontres théâtrales d’Hérisson » qui auront lieu chaque été jusqu’en 2003.
En 1980, ils fondent tous les trois « Les Fédérés », en créant le spectacle avec cochon Honte à l’Humanité. L’adjoint à la culture de Montluçon, Jacky Flouzat, leur propose d’installer Les Fédérés dans une friche industrielle : le Théâtre des Îlets. Ce théâtre, au milieu d’autres activités culturelles, ouvre en 1985. Il est co-dirigé par Jean-Paul Wenzel et Olivier Perrier. Un espace de répétitions est construit à Hérisson en 1990 : « Le Cube »,. Il sera inauguré par les créations de Chantal Morel et du Footsbarn Théâtre.
Les Fédérés deviendront Centre dramatique national en 1992. La co-direction permet à Olivier Perrier d’être acteur avec différents metteurs en scène : Jean Jourdheuil, Jean-François Peyret, Jacques Nichet, Guy Rétoré, Matthias Langhoff, Jacques Lassalle, Alain Françon. Mais aussi avec Jean-Paul Wenzel. Grâce à l’existence du Cube à Hérisson, il va pouvoir engager un chantier sur le long terme à savoir la création de chroniques sur la vie de la petite paysannerie. Des personnes de la campagne d’âges différents seront engagées et formées durant plusieurs mois pour fabriquer ces spectacles avec acteurs, bestiaux (truie, cheval) et musiciens. Un séjour au pair sera organisé chez les paysans roumains pour concevoir un spectacle franco-roumain : Utopia ruralis.
La truie Bibi qui a participé à cinq spectacles sera la vedette. En particulier pour L’Engeance au TNP de Villeurbanne et L’autoportrait de la voisine dans la petite salle de l’Odéon à Paris.
À la fin de la durée du contrat de Centre dramatique national en 2003, Jean-Paul Wenzel et Olivier Perrier quittent le théâtre des Îlets,. Les Fédérés sont dissous.
Olivier Perrier crée alors dans les locaux de sa vieille ferme « La distillerie de Monsieur Balthazar »,, une distillerie de whisky aux trois céréales : maïs, malt d’orge et seigle, unique en France. Le whisky s’appelle « Hedgehog » (hérisson en anglais) et sera mis en vente dans un magasin de Hérisson à partir de 2006. Durant « l’époque whisky », Olivier Perrier sera essentiellement acteur au cinéma.
Après la vente de sa distillerie et la construction d’une distillerie neuve dans un prieuré du XIIIe siècle par son jeune successeur, la dernière directrice en place du CDN de Montluçon, Carole Thibaut, l’embarque dans trois créations comme acteur. Il a 82 ans.
Il est le père de la réalisatrice, actrice et scénariste Dominique Perrier, disparue le 7 août 2020.

## Filmographie

### Cinéma
- 1972 : Les Camisards de René Allio : Bouzanquet
- 1973 : Rude journée pour la reine de René Allio : Julien
- 1975 : Histoire de Paul de René Féret : le rigolard
- 1976 : Moi, Pierre Rivière, ayant égorgé ma mère, ma sœur et mon frère... de René Allio : le beau menuisier
- 1977 : A. Constant de Christine Laurent : le plombier
- 1978 : Seize minutes vingt secondes de Miroslav Sebestik (court métrage) :
- 1980 : Retour à Marseille de René Allio
- 1983 : Faux-fuyants d'Alain Bergala et Jean-Pierre Limosin : Serge
- 1986 : Gardien de la nuit de Jean-Pierre Limosin : Lecœur
- 1988 : Un Médecin des lumières de René Allio
- 1989 : Métempsychose de Philippe Adrien, prix du court-métrage de Clermont-Ferrand
- 1996 : Le Cœur fantôme de Philippe Garrel : l'ami
- 1999 : Le Temps des barbares de Jean-Daniel Lafond
- 2000 : Les Destinées sentimentales d'Olivier Assayas : Philippe Pommerel
- 2001 : Sur mes lèvres de Jacques Audiard : Masson
- 2002 : Le Faiseur de théâtre de Jean-Daniel Lafond
- 2002 : La Fausse noce de Pascal Rénéric
- 2003 : Violence des échanges en milieu tempéré de Jean-Marc Moutout : Roland Manin
- 2005 : Mille soleils de Mathieu Vadepied (court métrage) : le père
- 2005 : Fais de beaux rêves de Marilyne Canto (court métrage) : le père
- 2006 : La Faute à Fidel ! de Julie Gavras : « Bon Papa »
- 2008 : Les Liens du sang de Jacques Maillot : Henri
- 2008 : Pour elle de Fred Cavayé : le père de Julien
- 2009 : Un singe sur le dos de Jacques Maillot : le père de Sylviane
- 2010 : Des hommes et des dieux de Xavier Beauvois : frère Bruno
- 2012 : Sport de filles de Patricia Mazuy : le père de Gracieuse
- 2012 : La mer à boire de Jacques Maillot : M. Beaubery
- 2012 : Quelques heures de printemps de Stéphane Brizé : Monsieur Lalouette
- 2013 : 100% cachemire de Valérie Lemercier : René-Yves, le père d'Aleksandra
- 2015 : Le Combat ordinaire de Laurent Tuel : le père de Marco
- 2016 : Une vie de Stéphane Brizé : l'abbé Picot
- 2018 : La Reine de l'évasion d'Aurélie Cardin (court métrage) : Gabriel
- 2019 : La Sainte Famille de Louis-Do de Lencquesaing : l'abbé Henri
- 2022 : Dites que c'est vrai, tout le monde vous croira de Léo Nèti

### Télévision
- 1978 : Cinéma 16, épisode Le Voyage de Selim de Régina Martial : Bernard
- 1981 : Le Bidule de Régina Martial : le garagiste
- 2005 : Celle qui reste de Virginie Sauveur : le grand-père
- 2005 : Don Quichotte ou Les mésaventures d'un homme en colère de Jacques Deschamps : le directeur du théâtre
- 2006 : Des fleurs pour Algernon de David Delrieux : Monsieur Pernot
- 2006 : Louis la Brocante, épisode Louis et les gueules noires de Patrick Marty : Marcel Calmet
- 2007 - 2011 : Fais pas ci, fais pas ça : père de Denis / Papili / Georges
- 2008 : Seule de Fabrice Cazeneuve : Georges
- 2010 : La Marquise des ombres d'Édouard Niermans : Dreux
- 2010 : Histoires de vies, épisode Pas de politique à table de Valérie Minetto :
- 2015 - 2016 : Chefs, saison 1, épisode 5 réalisé par Arnaud Malherbe, saison 2, épisode 6 réalisé par Clovis Cornillac : Henri
- 2017 : Meurtres en Auvergne de Thierry Binisti : Monsieur Jourdain
- 2021 : La Doc et le véto de Thierry Binisti : Albert Josset

## Théâtre

### Acteur au théâtre
- 1965 : La Bombe à Zapato, Henri Dégoutin
- 1968 : Le Menteur, Pierre Corneille / Jacques Kraemer
- 1968 : Ping-pong, Arthur Adamov / André Steiger
- 1969 : Équipée bizarre au Cirque Basile, Béatrice Tanaka / Yves Graffey
- 1971 : Capitaine Shelle, Capitaine Eçço, Serge Rezvani / Jean-Pierre Vincent
- 1971 : Héraclius, empereur d’Orient, Pierre Corneille / Jean-Marie Villégier
- 1971 : Le Camp du drap d’or, Serge Rezvani / Jean Jourdheuil – Jean-Pierre Vincent
- 1973 : Woyzeck, d’après Georg Büchner / Jean Jourdheuil – Jean-Pierre Vincent
- 1974 : La Tragédie optimiste, Vsevolod Vichnievski / Jean Jourdheuil / Jean-Pierre Vincent
- 1974 : La Tribu des Carcana en guerre contre quoi ?, Armand Gatti / Armand Gatti
- 1975 : Timon d’Athènes, Shakespeare / Peter Brook
- 1976 : Lazare lui aussi rêvait d’Eldorado, Jean-Pierre Sarrazac / Thierry Bosc
- 1979 : Honte à l'Humanité, conçu avec Jean-Louis Hourdin et Jean-Paul Wenzel, créé au Théâtre de Gennevilliers et repris à Hérisson
- 1981 : Un conseil de classe très ordinaire, d’après Patrick Boumard / Jean-Louis Benoît
- 1982 : Le Rocher, la lande, la librairie, d’après Michel de Montaigne / Jean Jourdheuil – Jean-François Peyret
- 1982: Une soudaine richesse, d’après Volker Schlöndorff / Jean-Paul Wenzel (Rencontres théâtrales d’Hérisson)
- 1983 : Cervantes Intermèdes, Miguel de Cervantes / Jean Jourdheuil - Jean-François Peyret
- 1983 : La Cerisaie, Anton Tchekhov / Manfred Karge / Matthias Langhoff
- 1983 : La Maison Tellier, d’après Guy de Maupassant / Jean-Paul Wenzel (Rencontres théâtrales d’Hérisson)
- 1984 : Panique à Villechauve, création collective pour les Rencontres théâtrales d’Hérisson
- 1985 : Les Méfaits de la règle de trois, d’après Henri Roorda / Jean- François Peyret
- 1985 : Les Mémoires d’un visage pâle, d’après Thomas Berger et Calder Willingham / Arlette Namiand / Jean-Paul Wenzel (Rencontres théâtrales d’Hérisson)
- 1986 : La Savetière prodigieuse, Federico Garcia Lorca / Jacques Nichet
- 1986 : Passions selon Saint Flour, Arlette Namiand / Jean-Paul Wenzel
- 1988 : La Résistible Ascension d’Arturo Ui, Bertolt Brecht / Guy Rétoré
- 1990 : Le Théâtre ambulant, Chopalovitch Lioubomir Simovitch / Jean-Paul Wenzel
- 1990 : Macbeth, William Shakespeare / Matthias Langhoff
- 1991 : Sganarelle ou le Cocu imaginaire et Le Mariage forcé, Molière / Jacques Lassalle
- 1993 : La Fin des monstres, Jean-Paul Wenzel
- 1993 : On n’est pas sérieux quand on a 17 ans, conçu avec Jean-Louis Hourdin et Jean-Paul Wenzel pour les Rencontres théâtrales d’Hérisson
- 1995 : Zpardakos !, d’après Arthur Koestler / Jean-Paul Wenzel (Rencontres théâtrales d’Hérisson)
- 1997 : Tout comme il faut, Luigi Pirandello / Jacques Lassalle (Acteur de l'année : prix du Syndicat de la Critique)
- 1998 : Les Huissiers, Michel Vinaver / Alain Françon
- 1999 : Loin d'Hagondange, Jean-Paul Wenzel
- 2000 : Faire bleu, Jean-Paul Wenzel
- 2001 : L'École des femmes, Molière / Jacques Lassalle
- 2003 : Les Trois sœurs, dernier spectacle des Fédérés conçu avec Philippe Goyard[15], Jean-Louis Hourdin et Jean-Paul Wenzel pour les Rencontres théâtrales d’Hérisson
- 2008 : Tournant autour de Galilée, Jean-François Peyret
- 2017 : Les Mariés, Carole Thibaut
- 2021 : Faut-il laisser les vieux pères manger seuls aux comptoirs des bars,[16] Carole Thibaut
- 2021 : Les Hortensias, Mohamed Rouabhi / Patrick Pineau
- 2021 : Un siècle,[17] Carole Thibaut
- 2023 : Tout augmente, conçu avec Jean-Louis Hourdin et Jean-Paul Wenzel

### Auteur, acteur et metteur en scène de spectacles avec acteurs de la campagne, bestiaux et musiciens
- 1976 : Les Mémoires d'un bonhomme, assisté d’Agnès Laurent, création en Alsace et au Théâtre National de Strasbourg, repris aux Bouffes du Nord pour le Festival d’Automne puis en tournée avant les premières Rencontres théâtrales d’Hérisson
- 1982 : L’Engeance, assisté de Jean-Paul Wenzel – production Théâtre national populaire de Villeurbanne
- 1987 : La Sentence des pourceaux, à Hérisson et Avignon
- 1991 : Des Siècles de paix, Tournicotis pour acteurs, bestiaux et musiciens
- 1995 : La Valse des gounelles avec acteurs, bestiaux et musiciens
- 1998 : Utopia ruralis avec acteurs, bestiaux et musiciens

### Metteur en scène et acteur
- 1972 : La Colonie de Serge Rezvani pour Théâtre Ouvert au festival d’Avignon
- 1985 : Les Trois Chaleurs de John Berger
- 1994 : Autoportrait de la voisine (avec la truie Bibi), écrit avec Jean-François Peyret, Production Odéon - Théâtre de l’Europe
- 1997 : Tempête sur le bonheur, co-écrit avec Dominique Perrier pour les Rencontres Théâtrales d’Hérisson

### Metteur en scène
- 1994 : Le Laboureur de Bohême, Johannes von Saaz, mise en scène Olivier Perrier
- 1998 : Les Farces du Moyen Âge, adaptation Bernard Faivre, mise en scène Olivier Perrier
- 2002 : La Passion du jardinier, Jean-Pierre Sarrazac, mise en scène Olivier Perrier
- 2002 : La Noce chez les petits bourgeois, Bertolt Brecht, mise en scène Olivier Perrier
- 2011 : La Noce chez les petits bourgeois, (reprise)

## Distinctions
- Prix du Syndicat de la critique 1997 : meilleur comédien pour Tout comme il faut[18],[19].